# Pożarowo
Pożarowo – wieś w Polsce, położona w województwie wielkopolskim, w powiecie szamotulskim, w gminie Wronki.

## Podział wsi
| SIMC    | Nazwa | Rodzaj    |
| ------- | ----- | --------- |
| 0533133 | Olin  | część wsi |

## Historia
Wieś pierwotnie związana była z Wielkopolską i ma metrykę średniowieczną. Istnieje co najmniej od drugiej połowy XIV wieku. Po raz pierwszy odnotowana została w języku łacińskim dokumencie z 1387 (wg kopii z 1407) pod nazwą "Pozarowo", 1391 "Pozarowo", 1393 "Poszarowo", 1397 "Posarowo", 1397 "Porzarzevo", 1428 "Porzarzewo", 1508 "Pozarowo Maior", 1511 "Pozarowo Maius".
Miejscowość była początkowo własnością szlachecką należącą do wielkopolskiej szlachty z rodu Pożarowskich, którzy od nazwy wsi przyjęli odmiejscowe nazwisko oraz do Ćmachowskich, Grocholskich, Izdbieńskich, Punińskich, Przecławskich, Domasławskich, Smoguleckich, Obodowskich. W 1508 leżała w powiecie poznańskim województwa poznańskiego w Koronie Królestwa Polskiego w parafii biezdrowskiej.
Pierwsza wzmianka o wsi pochodzi z dokumentu z 1387 z zachowanej kopii z 1407 i odnotowuje stolnika poznańskiego Mikołaja (oryg. Mikosza) Sczebota bądź Sczebotkę Pożarowskiego, który był dziedzicem Pożarowa oraz Sokolnik Wielkich koło Szamotuł. W 1387 zapisał on w oprawie wdowiej swojej żonie Katarzynie 200 grzywien wiana na dziedzinie Pożarowo. W latach 1399-1400 wspomniany także został inny dziedzic w Pożarowie Tomasz Pożarowski, który W 1400 przed sądem ziemskim  zapowiedział granice swej dziedziny Pożarowo z wsiami Biezdrowo, Ćmachowo, Wróblewo i Kłodzisko. W latach 1397-1400 Mikosz Pożarowski został odnotowany w kilku procesach sądowych o swój majątek. W 1406 Mikosz toczył proces z Mikołajem kmieciem z Krzyszkowa o 3 grzywny i 15 skudów. W 1407 woźny sądu ziemskiego zeznał, że trzykrotnie próbował wwiązać Dobrogosta z Szamotuł w dziedzinę Pożarowo, ale za pierwszym razem tenże stolnik Mikosz tłumaczył że Pożarowo należy do jego dzieci, a za drugim i trzecim razem Katarzyna żona Mikosza twierdziła, że Pożarowo stanowi jej wiano powołując się na swój dokument oprawny z 1388.
W latach 1393-1428 po łacinie odnotowany został Szczepan (łac.Stephanus) z Pożarowa i Pierwoszewa Pożarowski. Był on wtedy uczestnikiem kilku różnych spraw sądowych. W latach 1393-1433 wspomniany został także jego brat Drogomir Pożarowski dziedzic w Pożarowie i Wituchowie.
W latach 1399-1427 jako dziedzic we wsi wspomniany został syn Mikołaja Pożarowskiego Parys Pożarowski, a w latach 1435-45 odnotowano jego kolejnych trzech synów dziedziczących majątek we wsi Piotra, Jana oraz Szymona. W latach 1444-1445 Szymon Pożarowski, posiadacz wsi Łubowo, wspomniany został jako opiekun dzieci zmarłego Parysa przy okazji pozwu Piotra plebana we Wronkach o 2 grzywny czynszu z Łubowa. W 1463 Jadwiga wdowa po Szymonie zakupiła od Jana z Głuponi dwie części w Pożarowie z zastrzeżeniem prawa wykupu za 100 grzywien.
W latach 1445-1448 odnotowano Stanisława Pożarowskiego dziedzica we wsi, który w 1445 zapisał swojej żonie Annie po 50 grzywien posagu oraz wiana na połowie wsi. W 1447 odnotowany został także jego spór sądowy z Janem kmieciem ze wsi Łężce.
W latach 1481-1503 dziedzicami pożarowskimi byli bracia rodzeni oraz niedzielni Mikołaj, Piotr oraz Szymon Pożarowscy oraz ich siostra Katarzyna. W 1493 Mikołaj wraz z braćmi zapisał swojej żonie Agnieszce córce zmarłego Piotra Słopanowskiego po 50 grzywien posagu oraz wiana na połowie części majątku pożarowskiego, należnej z działów ze swymi braćmi Piotrem i Szymonem. W 1498 Mikołaj Pożarowski został zwolniony przez króla polskiego Jana I Olbrachta z obowiązku udziału w wyprawie wojennej w czasie wojny polsko-tureckiej i wyznaczony do obrony zamków Wielkopolski.
W latach 1519-1556 dziedzicem we wsi był Piotr Ćmachowski, a w latach 1556-1584 jego spadkobiercy. W 1519 Piotr sprzedał za 230 grzywien Bernardowi Grocholskiemu część Pożarowa,  którą kupił od córek Szymona Pożarowskiego: Barbary, Anny i Małgorzaty Pożarowskich. W latach 1535-1544 ustanawił opiekunów prawnych dla swych dzieci oraz dla dóbr: Ćmachowo, Wróblewo oraz dla opuszczonego Pamięcina, połowy Kłodziska, połowy Pierwoszewa oraz 1/3 Pożarowa. W 1555 Piotr Ćmachowski sprzedał swym zięciom Janowi Kluczewskiemu, Maciejowi Punińskiemu, Marcinowi i Piotrowi Przecławskim oraz Wojciechowi Bzowskiemu całe swe części dziedzicznych części w Kłodzisku, Pierwoszewie i Pożarowie z zastrzeżeniem prawa wykupu za 3200 złotych, zachowując w tych częściach dla siebie i swej żony Małgorzaty Grocholskiej wolny wyrąb na potrzeby swoje oraz poddanych z Ćmachowa i Wróblewa. W 1562 po śmierci Piotra Ćmachowskiego jego córka Małgorzata, żona Macieja Punińskiego, otrzymała w podziale dóbr z siostrami Anną żoną Marcina Przecławskiego i Apolonią żoną Piotra Przecławskiego m.in. część Pożarowa.
Miejscowość odnotowały także historyczne rejestry podatkowe dzięki, którym znamy stosunki własnościowe we wsi. W 1499 Pożarowo znalazło się w wykazie wsi mających zaległości podatkowe. W 1508 odnotowano pobór podatków od 6 łanów z części Baltazara Izdbieńskiego. W 1563 pobrano podatki z części Macieja Punińskicgo oraz z części Piotra Przecławskiego od dwóch łanów oraz od krawca, z części Jana Domasławskiego od 2 i 1/4 łana oraz od karczmy dorocznej. W 1577 miał miejsce pobór z części Marcina Przecławskiego oraz z części Jana Smoguleckicgo. W 1580 pobrano podatki z części Pawła Przecławskiego od jednego najemnego robotnika zwanego ratajem, z części Marcina Przecławskiego od jednego zagrodnika, z części Jana Smoguleckicgo od 6 kwart roli, dwóch zagrodników po 6 groszy, od jednego zagrodnika 4 grosze. W latach 1581-1584 pobór z Pożarowa zapłacili Jan Obodowski, Piotr Przecławski oraz Marcin Przecławski.
Wsie szlacheckie Pożarowo majus i Pożarowo minus położone były w 1580 roku w powiecie poznańskim województwa poznańskiego w Rzeczypospolitej Obojga Narodów. Wskutek II rozbioru Polski w 1793, miejscowość przeszła pod władanie Prus i jak cała Wielkopolska znalazła się w zaborze pruskim.
Urodził się tu Zygmunt Ignacy Kurnatowski herbu Łodzia (ur. 13 sierpnia 1858, zm. 7 października 1936 w Gościeszynie) – polski ziemianin i działacz gospodarczy.
W latach 1975–1998 wieś administracyjnie należała do województwa pilskiego.